# Rollo de frutos secos

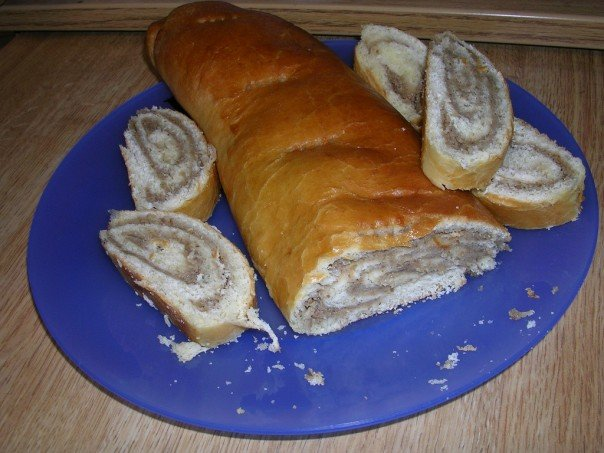
Un típico nut roll estadounidense relleno de nuez y café.

Un rollo de frutos secos es una variante del brazo de gitano consistente en una masa dulce con levadura muy fina untada con pasta de frutos secos y enrollada sobre sí misma para obtener un cilindro antes de hornearla. Al cortarla, muestra una espiral de masa y relleno. El ingrediente principal del relleno suele ser la nuez o la semilla de amapola.
Es un dulce típico de las gastronomías de Estados Unidos y el centro de Europa, especialmente Polonia. Existen variantes regionales que se preparan con motivo de bodas, Semana Santa o Navidad, así como otras celebraciones o fiestas.

## Variantes

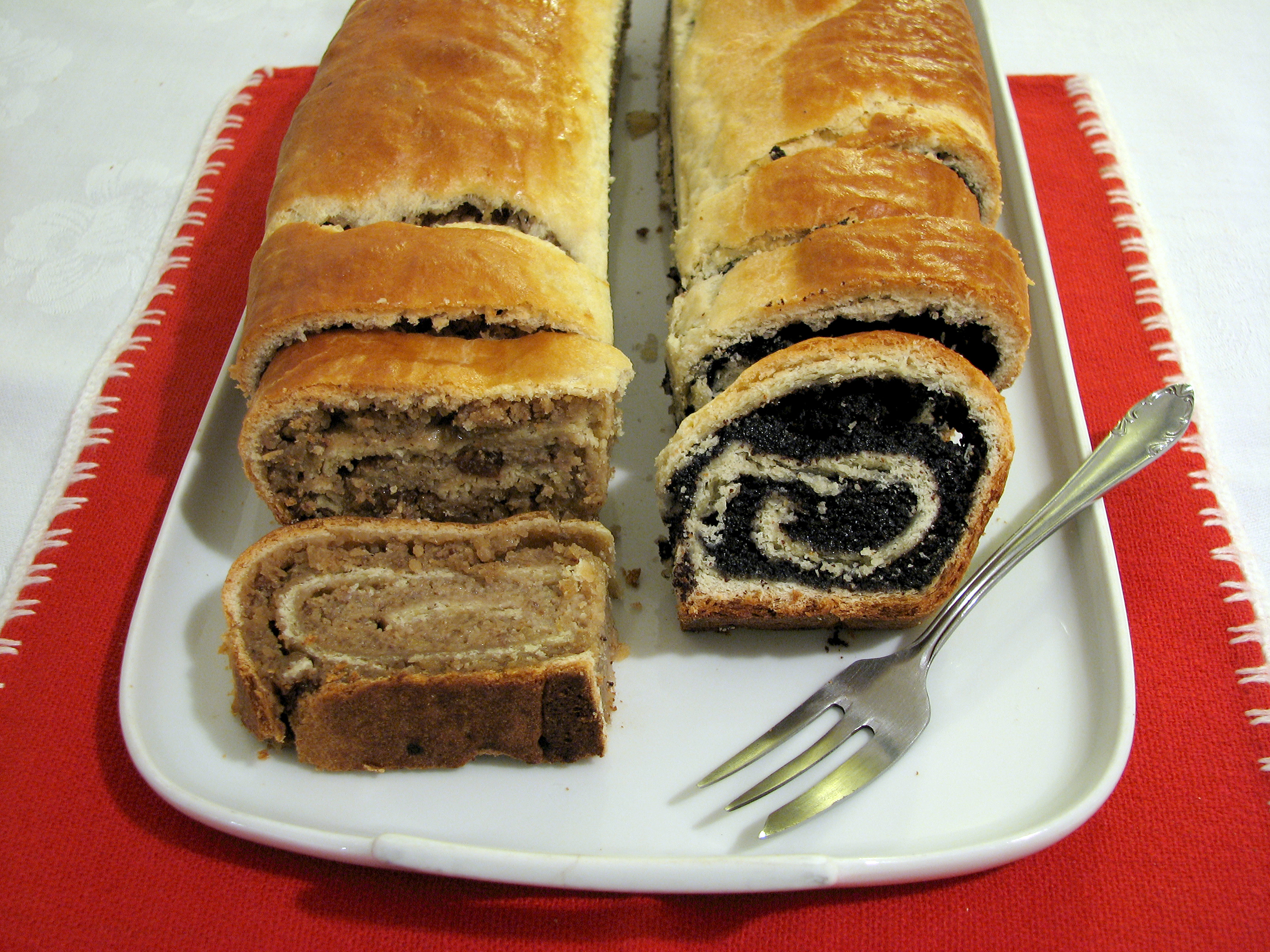
Kalács húngaros, de nuez (izquierda) y semilla de amapola (derecha).

En los Estados Unidos nut roll (‘rollo de frutos secos’) es un nombre más o menos genérico para pasteles de este tipo, con independencia de su origen. Se hacen a menudo con alguna combinación de nueces, semillas de amapola y café, pero hay otras variantes.
En el centro de Europa se conocen con diversos nombres regionales específicos: potica, gubana, guban'ca o povitica en esloveno; orechovník (o orechový závin, con nueces), makovník (o makový závin, con semillas de amapola) y tvarohovník (o tvarohový závin, con tvaroh) en eslovaco; makowiec en polaco; povitica, gibanica y orahnjača en croata (la variante de nuez; la de semilla de amapola se llama makovnjača, y en Croacia puede hacerse también con algarroba); y kalács y beigli en húngaro.
Los rollos tradicionales del centro de Europa, como el makowietz y el bejgli, son un tipo especial de rollo hecho con nuez o semilla de amapola, que además puede incluir canela, pasas o pasas de Corinto, pan rallado, cáscara de limón, ron y nata o crema agria. Algunas versiones se rellenan con una mermelada espesa llamada lekvar, normalmente de albaricoque o cereza, por lo que se llaman lekvarostekercs.

### Potica
El pan de nuez tradicional servido en Semana Santa y Navidad en Eslovenia, que sigue siendo muy popular en algunas partes de los Estados Unidos, se llama potica. Consiste en una masa con levadura estirada muy fina y untada con una mezcla de nuez molida, mantequilla, huevo, nata y miel o azúcar. Entonces se enrolla y se hornea.
Otro pastel también llamado potica se hornea en moldes metálicos redondos especiales con un tubo en el centro. Estas poticas suelen tener forma de rosca grande, por lo que no son rollos, sino una variante regional de gugelhupf. Hay al menos 50 tipos diferentes de estas poticas redondas.

### Povitica
La povitica, un pastel tradicional croata y esloveno, se hace de masa con mantequilla enrollada en capas muy finas y cubierta con una capa de azúcar moreno, especias y nueces, que luego se hornea.